# The Cars (альбом)
The Cars — дебютний студійний альбом американського рок-гурту The Cars, виданий в 1978 році.

## Про альбом
До кінця 1978 року альбом розійшовся тиражем в один мільйон копій і досяг 18 позиції в Billboard 200 в березні 1979 року. В списку Billboard «Найкращі альбоми 1979» альбом посів четверте місце. Пісні «Just What I Needed» і «My Best Friend's Girl» піддалися активному програванню на AOR-радіостанціях, а також були випущені у вигляді синглів. Альбом The Cars залишався в чартах протягом 139 тижнів з чотирма іншими піснями: «Good Times Roll», «You're All I've Got Tonight», «Bye Bye Love» і «Moving In Stereo».
Альбом отримав позитивні відгуки. Так, журналіст Allmusic назвав альбом «геніальним рок-твором», а пісні з альбому — «класикою нової хвилі». Журнал Rolling Stone помістив альбом на 282-е місце в списку «500 найкращих альбомів усіх часів». Для обкладинки диска знялася радянська модель Наталія Медведєва, яка емігрувала незадовго до цього в США.

## Список композицій
Автор музики і слів Рік Окесік, якщо не зазначено інше.. 
| Перша сторона | Перша сторона                  | Перша сторона | Перша сторона |
| #             | Назва                          | Вокал         | Тривалість    |
| ------------- | ------------------------------ | ------------- | ------------- |
| 1.            | «Good Times Roll»              | Окесік        | 3:44          |
| 2.            | «My Best Friend's Girl»        | Окесік        | 3:44          |
| 3.            | «Just What I Needed»           | Орр           | 3:44          |
| 4.            | «I'm in Touch with Your World» | Окесік        | 3:31          |
| 5.            | «Don't Cha Stop»               | Окесік        | 3:01          |

| Друга строна | Друга строна                  | Друга строна  | Друга строна | Друга строна |
| #            | Назва                         | Автор         | Вокал        | Тривалість   |
| ------------ | ----------------------------- | ------------- | ------------ | ------------ |
| 6.           | «You're All I've Got Tonight» |               | Окесік       | 4:13         |
| 7.           | «Bye Bye Love»                |               | Орр          | 4:14         |
| 8.           | «Moving in Stereo»            | Гоукс, Окесік | Орр          | 4:41         |
| 9.           | «All Mixed Up»                |               | Орр          | 4:14         |

| Бонус-треки перевидання 1999 року | Бонус-треки перевидання 1999 року     | Бонус-треки перевидання 1999 року | Бонус-треки перевидання 1999 року | Бонус-треки перевидання 1999 року |
| #                                 | Назва                                 | Автор                             | Вокал                             | Тривалість                        |
| --------------------------------- | ------------------------------------- | --------------------------------- | --------------------------------- | --------------------------------- |
| 10.                               | «Good Times Roll» (live)              |                                   | Окесік                            | 3:39                              |
| 11.                               | «My Best Friend's Girl» (demo)        |                                   | Окесік                            | 3:52                              |
| 12.                               | «Just What I Needed» (demo)           |                                   | Орр                               | 3:27                              |
| 13.                               | «I'm in Touch With Your World» (demo) |                                   | Окесік/Орр                        | 3:28                              |
| 14.                               | «Don't Cha Stop» (demo)               |                                   | Окесік                            | 3:19                              |
| 15.                               | «You're All I've Got Tonight» (demo)  |                                   | Окесік                            | 4:05                              |
| 16.                               | «Bye Bye Love» (demo)                 |                                   | Орр                               | 4:07                              |
| 17.                               | «Moving in Stereo» (demo)             | Гоукс, Окесік                     | Окесік                            | 5:02                              |
| 18.                               | «All Mixed Up» (demo)                 |                                   | Окесік                            | 4:50                              |
| 19.                               | «They Won't See You» (demo)           |                                   | Окесік                            | 3:56                              |
| 20.                               | «Take What You Want» (demo)           |                                   | Окесік                            | 6:04                              |
| 21.                               | «Wake Me Up» (demo)                   |                                   | Орр                               | 3:52                              |
| 22.                               | «You Just Can't Push Me» (demo)       |                                   | Орр                               | 3:27                              |
| 23.                               | «Hotel Queenie» (demo)                |                                   | Окесік                            | 3:08                              |

## Учасники запису
The Cars
- Рік Окесік — вокал, ритм-гітара
- Елліот Істон — соло-гітара, бек-вокал
- Грег Гоукс — клавішні, ударні, саксофон, бек-вокал
- Бенджамін Орр — вокал, бас-гітара
- Девід Робінсон — ударні, бек-вокал

Технічний персонал
- The Cars — аранжування
- Рой Томас Бейкер — продюсер
- Джефф Воркмен — звукорежисер
- Найджел Вокер — звукорежисер
- Джордж Маріно — мастеринг